# تشارلز إرنست فاي
تشارلز إرنست فاي (بالإنجليزية: Charles Ernest Fay)‏ هو لغوي أمريكي، ولد في 1846 في Roxbury, Boston ‏ في الولايات المتحدة، وتوفي في 1931.